# Il bene (Francesco Bianconi)
Il bene è un singolo del cantautore italiano Francesco Bianconi, pubblicato il 13 marzo 2020.

## Tracce
1. Il bene – 4:18 (testo: Francesco Bianconi – musica: Angelo Trabace, Francesco Bianconi)